# Erik Davis (écrivain)
Pour les articles homonymes, voir Erik Davis et Davis.
Erik Davis (né le 12 juin 1967) est un écrivain américain, chercheur, journaliste et conférencier dont les écrits vont de critiques rock à l'analyse culturelle du mysticisme ésotérique. Il est connu pour son livre Techgnosis: mythes, Magie et Mysticisme dans l'ère de l'Information, ainsi que son travail sur la contre-culture Californienne, y compris Burning Man, le Mouvement du potentiel humain et les écrits de Philip K. Dick.

## Biographie

### Jeunesse et Formation
Né à Redwood City, en Californie, en 1967, Davis grandit à Del Mar avant de rejoindre les bancs de l'Université de Yale, où il est diplômé magna cum laude avec un diplôme en Anglais. Sa thèse a porté sur l'écrivain de science-fiction Philip K. Dick, et il a depuis écrit un certain nombre d'articles de presse à propos de Dick et de ses expériences religieuses. Davis alla co-édité L'Exégèse de Philip K. Dick, qui a été publié par Houghton Mifflin Harcourt en 2011.
Toujours à Yale, Davis a commencé à écrire pour Nadine, le magazine du campus qui a révélé un certain nombre d'écrivains de critiques rock et de la pop culture dans les années 1980 et 1990. Peu après l'obtention de son diplôme en 1988, Davis a écrit pour le Village Voice, un examen du groupe de heavy metal Suisse Celtic Frost.

### Les années 1990
En plus d'écrire pour le Village Voice tout au long du début des années 1990, Davis a également contribué à Spin, Rolling Stone, et Wired magazines, écrit sur la musique, l'art, le cinéma, la culture pop et la technologie.
En juillet 1995, Davis a publié un article dans Wired magazine appelé "Technopagans", qui a été l'un des précurseurs de Techgnosis: mythes, Magie et Mysticisme dans l'ère de l'Information, dense histoire culturelle de la mystique, de la magie, et des fantasmes d'apocalypses qui hantent la technoculture moderne. Publié par Harmony Books, le livre est un classique culte d'études des médias et a été traduit en cinq langues. Il a été réédité en livre de poche par Serpent's Tail en 2004 avec une nouvelle postface.
Tout au long de la fin des années 1990 et des années 2000, Davis continue à écrire pour les magazines et les publications savantes, et a également élargi sa carrière en donnant des conférences, où son éclectique intérêt en matière de musique, de l'art, de la culture populaire et de l'ésotérisme conduit à divers endroits comme l'Université de Stanford, le British Museum, Burning Man, le Boom Festival, le Houston Jung Centre, la Fondation Ojai, et Esalen.[citation nécessaire]

### Les années 2000
En 2000, Davis a remporté un Maggie Award. I
En 2005, il publie son deuxième livre, Led Zeppelin IV, une monographie de l'un des plus célèbres groupes de rock, publié par 33⅓.. En 2006, Blender magazine, l'a inclut dans sa liste des 40 Plus grands livres du Rock ‘N Roll Livres.
En 2006, Davis a cimenté sa réputation en tant qu'écrivain de la contre-culture Californienne avec la publication de L'état visionnaire; un voyage à travers le paysage spirituel de la Californie, un livre riche en photos et essais sur la mouvements spirituels et l'architecture en Californie. Avec les photographies de Michael Rauner, le livre a été publié par Chronicle Books. Blogueur prolifique sur son site Techgnosis.com Davis a également publié un quatrième livre en 2010, un recueil d'essais et de journalisme Nomade Codes: Aventures dans l'Ésotérisme Moderne, publié par Yeti Publishing.
Au début de 2006, Davis a commencé à travailler avec le compositeur Mark Nichols sur le livret d'un opéra-rock inspiré par le festival Burning Man. La production a débuté en octobre 2009 et a été intitulé Comment Survivre à l'Apocalypse dans lequel Davis est le narrateur. Davis a également écrit de nombreux articles dans le livre Tribal Revival. du photographe Kyer Wiltshire.

### Les années 2010
En 2010, Davis a commencé un Doctorat en Études Religieuses à l'Université de Rice (Gnosticisme, Ésotérisme et Mysticisme). Il a enseigné à l'université de Berkeley, UC Davis, de l'Université de Rice, Pacifica, et IIC.[citation nécessaire]
Davis est apparu dans un certain nombre de documentaires sur la technologie et non-conformiste sujets, y compris la DMT: L'Esprit de la Molécule, Électronique Éveil, et La Source de la Famille. Avec Maja d'Aoust, il anime un podcast hebdomadaire consacré aux “cultures de la conscience” appelé à l'Expansion de l'Esprit, qui fait partie du réseau Progressive Radio.

## Livres
- TechGnosis: mythes, Magie et Mysticisme dans l'ère de l'Information, Harmony Books, 1998; réédité Serpents Tail, 2004.
- Led Zeppelin IV, Continuum Books, 2005.
- The Visionary State: A Journey through California’s Spiritual Landscape, with photographs by Michael Rauner, Chronicle Books, 2006.
- Nomad Codes: Adventures in Modern Esoterica, Yeti Books, 2010.